# What's Up, Tiger Lily?
What's Up, Tiger Lily? (Brasil: O Que Há, Tigresa? / Portugal: O que se Passa Tigresa?) é um filme estadunidense de 1966, do gênero comédia, dirigido por Woody Allen.

## Sinopse
No Japão, o agente secreto Phil Moscowitz (Tatsuya Mihashi) recebe a missão de encontrar uma valiosa receita de salada de ovos roubada. Os diálogos do filme nipônico International Secret Police: Key of Keys foram reescritos por Woody Allen e redublados por americanos, transformando tudo em uma comédia.